# Żelowice
Żelowice (niem. Silbitz) – wieś w Polsce położona w województwie dolnośląskim, w powiecie strzelińskim, w gminie Kondratowice, w obrębie Wzgórz Niemczańskich, na północnym krańcu Wzgórz Dobrzenieckich. Wieś posiada układ przestrzenny zbliżony do wielodrożnicy.

## Podział administracyjny
W latach 1946–1975 miejscowość administracyjnie należała do tzw. dużego województwa wrocławskiego, a w latach 1975–1998 do tzw. małego województwa wrocławskiego.

## Kamieniołomy
Obok wsi nieczynny od kilkunastu lat kamieniołom bazaltu, istniejący już w roku 1840.

## Historia
Wieś wzmiankowano po raz pierwszy w roku 1369 jako Selewicz. Od 1726 r. wieś nosiła nazwę Silbitz. W roku 1765 miejscowość zamieszkiwana była przez 12 zagrodników, 2 chałupników, 5 rzemieślników oraz 5 wolnych ludzi. Z końca XVIII w. pochodzi pierwsza informacja o znajdującym się tu folwarku oraz młynie wodnym. W 1. połowie XIX w. we wsi żyło około 250 osób, zamieszkujących ponad 25 domów. Znajdowały się tutaj browar, gorzelnia, wiatrak oraz szkoła ewangelicka. W roku 1871 wieś miała 253 mieszkańców. W roku 1945, po włączeniu do Polski, wieś otrzymała nazwę Ziołowice. Obecna obowiązuje od roku 1947.

## Zabytki
Do wojewódzkiego rejestru zabytków wpisany jest:
- zespół pałacowy:
  - pałac, z 1604 r., XVIII w., przebudowany w drugiej połowie XIX w. przez hr. dra Rudolfa von Stillfried-Rattonitza, następnie w XX w.
  - kaplica grobowa nad krawędzią kamieniołomu bazaltu na Maślanej Górze, obecnie kościół filialny pw. Podwyższenia Krzyża Św., neogotycki z lat 1860-1865 (lub 1860-1867), zapewne wg projektu arch. Karla Lüdeckego, z wmurowanymi w ściany ponad 20 renesansowymi płytami nagrobnymi z lat 1583-1618 oraz 3 detalami kamieniarskimi z początku XIV wieku (najstarszy z roku 1304). Wewnątrz 20 tablic epitafijnych wyróżniających się kolorową polichromią. Około roku 1880 od południa dobudowano dwukondygnacyjną szkołę kościelną (obecnie pełniącą funkcję plebanii), połączoną ze świątynią parterowym łącznikiem, a w roku 1975 bezstylowy przedsionek. Elewacja frontowa posiada rzeźbę anioła z kartuszami herbowymi i zwieńczona jest trójkątnym szczytem schodkowym.
  - park krajobrazowy o pow. 11 ha, z pierwszej połowy XVIII w., zmieniony drugiej połowie XIX w. (w drzewostanie m.in. takie gatunki, jak lipa drobnolistna, jesion wyniosły (drzewo o obwodzie 3,9 m), buk pospolity)
  - folwark, z drugiej połowy XIX w.:
    - oficyna
    - obora
    - warsztat rzemieślniczy
- Kościół

## Szlaki turystyczne
Jordanów Śląski – Glinica – Janówek – Sokolniki – Łagiewniki – Przystronie – Jasinek – Niemcza – Stasin – Starzec – Strachów – Żelowice
 droga Szklary-Samborowice – Jagielno – Przeworno – Gromnik – Biały Kościół – Kazanów – Nieszkowice – Czerwieniec – Kowalskie – Żelowice – Błotnica – Piotrkówek – Ostra Góra – Niemcza – Gilów – Piława Dolna – Góra Parkowa – Bielawa – Kalenica – Nowa Ruda – Tłumaczów – Radków – Pasterka – Karłów – Skalne Grzyby – Batorów – Duszniki-Zdrój – Szczytna – Zamek Leśna – Polanica-Zdrój – Bystrzyca Kłodzka – Igliczna – Międzygórze – Przełęcz Puchacza